# (582) Olympia
(582) Olympia ist ein Asteroid des Hauptgürtels, der am 23. Januar 1906 von August Kopff in Heidelberg entdeckt wurde.